# ميك سميث
ميك سميث (بالإنجليزية: Mick Smyth)‏ (13 مايو 1940 بدبلن في جمهورية أيرلندا - ) هو لاعب كرة قدم أيرلندي في مركز حراسة المرمى. شارك مع منتخب جمهورية أيرلندا لكرة القدم. أما مع النوادي، فقد لعب مع نادي بوهيميان ونادي شامروك روفرز ونادي بارو ونادي ألترينتشام ونادي درومكوندرا ‏ وبوسطن روفرز ‏ ودوري أيرلندا الحادي عشر ‏ وأثلون تاون ‏.

## وصلات خارجية
- ميك سميث على موقع قاعدة بيانات كرة القدم.إي يو (الإنجليزية)
- ميك سميث على موقع ناشيونال فوتبول تيمز (الإنجليزية)